# ليغا موكولمانا مابوتو
ليغا موسولمانا مابوتو (بالإنجليزية: Liga Muçulmana de Maputo)‏ نادي كرة قدم موزمبيقي يقع مقره في مدينة مابوتو يلعب في دوري الدرجة الممتازة. تم تأسيس النادي في سنة 1990.